# Jean Cesar Godeffroy

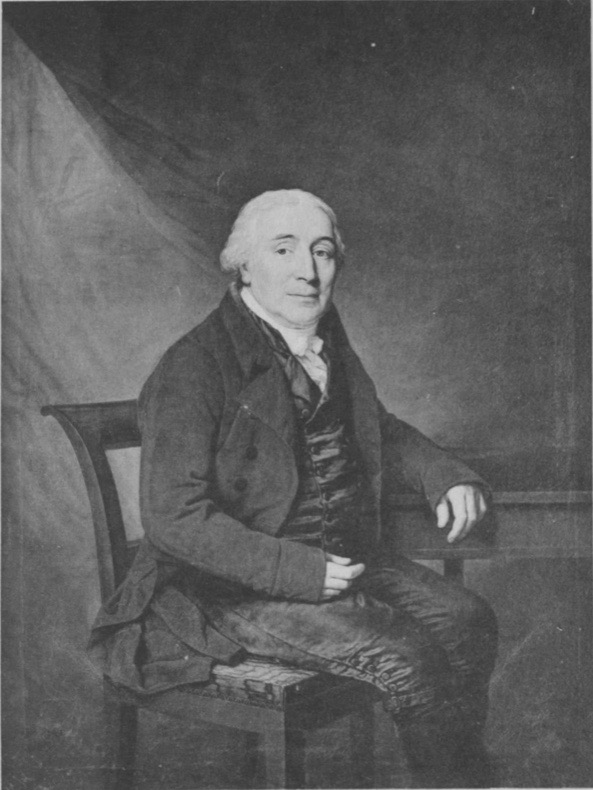
Porträt von Friedrich Carl Gröger 1818, posthum

Jean Cesar Godeffroy, auch Jean Cesar IV. Godeffroy und Johan Cesar Godeffroy (* 16. Oktober 1742 in Hamburg; † 7. Mai 1818 ebenda) war ein deutscher Kaufmann aus Hamburg.

## Leben
Jean Cesar Godeffroy, Sohn von Cesar Godeffroy (1706–1758) und Catharina Susanne, geborene Arnal (1717–1753), entstammte einer hugenottischen Familie. Die Eltern waren nach Hamburg zugewandert, wo der Vater in seinen letzten Lebensjahren einen Weinhandel betrieben hatte. 1749 wurde als vierter Sohn von sieben Kindern sein Bruder Peter geboren, sechs Jahre später seine Schwester Marguerite (1755–1804). Nach dem Tod der Mutter 1753 heiratete Cesar ein Jahr später Cathérine Gautier (1718–1776) und verstarb 1758, als Cesar sechzehn Jahre alt war. 1780 heiratete seine Schwester Peter Texier.
Noch bevor Johan Cesar Godeffroy am 1. November 1769 das Hamburger Bürgerrecht erworben hatte, war er 1766 unter dem Namen „J. C. Godeffroy“ als Kaufmann tätig geworden. Im Jahr 1782 nahm er einen Partner in die Firma auf und firmierte von da an unter „J. C. Godeffroy & Co“. Das Unternehmen importierte vorwiegend Leinen aus Schlesien, aber auch aus Sachsen und Westfalen. Die Stoffe wurden üblicherweise über das Breslauer Bankhaus Eichborn & Co. aufgekauft. und von Hamburg mit gecharterten Schiffen nach Cádiz exportiert, wo dortige Kaufleute die Handelsware in die spanischen Kolonien nach Südamerika verschifften. Von Havana wurde Zucker importiert.
Von seinem Onkel Isaac Godeffroy, der 1779 ohne Nachkommen in Paris verstorben war, erbte Godeffroy 42.571 Pfund Sterling aus dessen Vermögen, das dieser als Kaufmann mit Plantagen in der niederländische Kolonie Suriname verdient hatte. Aufgrund guter Geschäfte konnte Godeffroy das Vermögen binnen weniger Jahre verdoppeln.

Landhaus Cesar Godeffroy um 1865

1781 kaufte er von Pierre Chaunel ein Haus am Alten Wandrahm 103 (später Nr. 25). Das Haus wurde 1796 mit 48.000 Mark Banco bewertet und diente den kommenden zwei Generationen der Familie als Wohn- und Geschäftshaus. Als Landsitz erwarb Godeffroy 1783 ein Haus in Hamm, das er 1786 nach Erwerb eines Grundstückes in Dockenhuden wieder veräußerte. Am 30. Oktober 1786 konnte er als Meistbietender beim Verkauf des Nachlasses des Hamburger Kaufmanns Berend Johann Rodde für 33.100 Mark etwa 111 Hektar Ländereien in Dockenhuden erwerben. Mit dem Bau eines Sommer- und Landhauses in Dockenhuden beauftragte er den dänischen Architekten Christian Frederik Hansen. Das heute als Landhaus J. C. Godeffroy bekannte Gebäude wurde von 1789 bis 1792 erbaut und war dessen erster privater Auftrag in Altona.
1793 unternahm er mit seinem Schwager Peter Texier eine Reise zur südspanischen Hafenstadt Cádiz. Die Wirtschaftskrise von 1799 überstand Godeffroy ohne größere Schäden. Die Elbblockade und die Zeit der ersten französischen Besetzung Hamburgs zwischen 1806 und 1810 ließen die Geschäfte erheblich einbrechen. 1806 nahm er seinen gleichnamigen Sohn Johan Cesar (1781–1845) als Teilhaber auf. Ab diesem Jahr firmierten sie unter „Joh. Ces. Godeffroy & Sohn“. Godeffroys Vermögen betrug 1808 geschätzte zwei Millionen Mark Banco. Zur Zeit der zweiten Besetzung 1813–1814 verlegte die Familie ihren Wohnsitz und das Geschäft nach Kiel. Trotz schlechter Geschäfte konnte Godeffroy seinem Sohn, der bei seinem Tod 1818 schon das Unternehmen führte, eine halbe Million Mark Banco hinterlassen.
Godeffroy war zweimal verheiratet. 1769 heiratete er in Hamburg Emilie Boué (1748–1778). Diese Ehe blieb kinderlos. Nach dem Tod seiner ersten Frau heiratete er am 15. November 1779 in Hamburg Antoinette Magdalena Matthiessen (1762–1818), Schwester von Conrad Johann Matthiessen. Aus dieser Ehe stammten die beiden Söhne Johan Cesar (1781–1845) und August (1783–1863).

## Porträts
Friedrich Carl Gröger: Bildnisse von Jean César Godeffroy (posthum), Öl auf Leinwand, 1818 und von Antoinette Magdalene Godeffroy, geb. Matthiessen, Öl auf Leinwand, 1818.